# 8 Canada Square
8 Canada Square (ook bekend als HSBC Tower) is een wolkenkrabber gelegen in het Londense financiële centrum Canary Wharf. Het gebouw dient als internationaal hoofdgebouw voor de bank HSBC Holding plc, en huist ca. 8000 medewerkers. De toren werd ontworpen door een team van architecten van Norman Foster. De bouw begon in 1999 en werd voltooid in 2002. Er zijn 42 verdiepingen in het 200 meter hoge gebouw, en is samen met het naastgelegen Citigroup Centre het op een na hoogste gebouw van het Verenigd Koninkrijk. In het gebouw is voor 102.190 vierkante meter aan kantoorruimte. De toren is niet toegankelijk voor het publiek.
Met de verplaatsing van het hoofdkwartier van HSBC van Hongkong naar Londen in 1993 zocht het bedrijf een locatie om alle werknemers in onder te brengen. Tussen 1995 en 1997 stonden meerdere mogelijkheden open als locatie voor het hoofdkwartier, waaronder een gebouw aan de Lower Thames Street in Londen, dat grondig verbouwd zou moeten worden. Toch werd gekozen voor een leeg stuk grond bij in het financiële centrum Canary Wharf. Omdat Foster ook verantwoordelijk was voor het ontwerp van het vorige hoofdgebouw in Hongkong werd hij gekozen als architect.

## Bouw
Met de bouw werd begonnen in januari 1999. Met de installatie van de 4.900 ruiten werd gestart in de zomer van 2000. Voor de bouw was 180.000 ton beton, 14.000 ton staal en 45.000 vierkante meter glas nodig.

### Ongeluk
Op 21 mei 2000 viel het bovenste gedeelte van een hijskraan bij het gebouw naar beneden. Drie personen, waaronder de hoofdopzichter en de kraanbestuurder, kwamen om het leven. Na een lang en complex onderzoek uitgevoerd door de Health and Safety Executive en de Londense politie werd geen duidelijke oorzaak gevonden. Als gevolg daarvan werden geen aanklachten gedaan tegen de betrokken partijen. Bij het gebouw is een klein herdenkingsmonument opgericht.

### Afronding
In maart 2001 werd de top op de toren gezet en werd de bouw ceremonieel afgesloten, in het bijzijn van bankieren, journalisten en aannemers. De eerste HSBC-werknemers gingen aan het werk in het gebouw op 2 september 2002, en op 17 februari 2003 had het hele bedrijf het gebouw betrokken. Op 2 april 2003 werd het gebouw officieel geopend door sir John Bond.
In de lobby op de begane grond van het gebouw bevindt zich de HSBC History Wall, met daarin waardevolle spullen uit de geschiedenis van HSBC. De muur is 6,6 meter breed en bevat onder andere 3.743 foto's, documenten, portretten en illustraties van gebouwen en gebeurtenissen.